# Knabstrup Stationsby
Knabstrup er en lille by på Nordvestsjælland med 1.010 indbyggere  (2024), beliggende i Holbæk Kommune, Region Sjælland. Oprindeligt hed stationsbyen "Vented".
Byen ligger ved Nordvestbanen, og passeres syd for byen af Skovvejen og Kalundborgmotorvejen (Primærrute 23).

## Fra Vented til Knabstrup Stationsby
Vented var en by i Mørkøv Sogn, Holbæk Kommune.

### Historie
Vented opstod ved den gamle middelaldervej, der forbandt Knabstrup med Ringsted i syd med forbindelse til Krøjerup, Undløse og Uggerløse som de nærmeste byer på den gamle kongevej. Mod vest havde byen forbindelse med Mørche (Kirkeby) og Stigs Bjergby, der var en befæstet købstad på valdemarernes tid.
Navnet Vented (Wendet, Vendet, Windet eller Wendre) er givetvis beslægtet med forstavelsen "Wend(e)-" og varianter som "Vind(e)-" eller "Hven(e)-". Huenditz (Møllebogen 1688) indeholder den velkendte suffiks -itz(e) eller -itse , som måske kan antyde vendisk indflydelse i ældre tid. Disse former menes at være afledt af folkenavnet "Vender", der antyder en bosættelse af vendere fra venderkrigenes tid.
I 1541 nævnes der i godsejer Jakob Trolles testamente én gård i Nøkkentved, 6 gårde i Bakkerup og 10 gårde foruden Ventthe Mølle (fra 1499) i Vented.
1874 anlagdes jernbanen med holdeplads ved Knabstrup og sidespor til et teglværk. Omkring år 1900 går byens navn af mode til fordel for Knabstrup Stationsby. Det var også på den tid, at en række virksomheder opstod: Stationsbager (1890), vandværk (1906), Skovly Kro (1906), elektricitetsværk (1912). Byen bestod omkring 1920 af ca. 50 huse, men i 1954 var den vokset betragteligt, så der var mange virksomheder og forretninger.
Befolkningsudviklingen var i hovedtræk følgende:
1916 – 387 indbyggere,
1921 – 367 indbyggere,
1925 – 525 indbyggere,
1930 – 424 indbyggere,
1935 – 628 indbyggere,
1950 – 495 indbyggere,
1955 – 617 indbyggere,
1976 – 966 indbyggere,
1981 – 979 indbyggere,
1994 – 968 indbyggere,
2000 – 958 indbyggere,
2004 – 981 indbyggere,
2008 – 953 indbyggere.
I 1930 var Knabstrup stationsbys 424 indbyggere næringsmæssigt fordelt således: 42 levede af landbrug, 235 af håndværk og industri, 36 af handel, 32 ved transport, 2 af tjenesteydelser, 29 ved husgerning, 43 var ude af erhverv, og 5 havde ikke angivet erhverv.